# جئیرلی (قبوستان)
جئیرلی (به لاتین: Cəyirli) یک منطقه مسکونی در جمهوری آذربایجان است که در شهرستان قبوستان واقع شده است. جئیرلی ۲۴۲۴ نفر جمعیت دارد.